# بارتولومئو دیاس
بارتولومِئو دیاس (به پرتغالی: Bartolomeu Dias) (زاده حدود ۱۴۵۰ - درگذشته ۲۹ می ۱۵۰۰) جهانگرد و کاشف پرتغالی بود.

## کشفیات
او معروف به اولین اروپایی است که دماغه امید نیک در آفریقا را دور زد. در اواخر سال ۱۴۸۷ شاه جان، شاه پرتغال، هیئت اکتشافی را به قصد دور زدن کامل قاره آفریقا اعزام داشت. سه فروند کشتی تحت فرماندهی ناخدا بارتولومئو دیاز به راه افتاد. بخت با وی یار بود: هنگامی که وی در فاصله ۵۲۰ مایلی شمال غربی انتهای تیز قاره آفریقا بود، طوفانی شدید کشتی‌ها را به سوی دریا برد. برای چندین روز از ساحل دور و در دریا سرگردان بودند، و هنگامی که سرانجام در اوایل ژانویه ۱۴۸۸ موفق شدند خود را به ساحل نزدیک کنند، آن‌ها در خلیج وسیع موسل در بخش غربی دماغه انتهایی آفریقا بودند. دیاز حرکت خود را به سوی شمال شرقی سواحل آفریقا ادامه داد تا آن که ملوانان نگران و آشفته او را وادار به بازگشت کردند. همین که برای دومین بار به نوک تیز انتهایی قاره آفریقا رسیدند-ا ین بار آن را به چشم خود می‌دیدند - دیاز نام دماغه طوفان‌ها را بر آن نهاد. وقتی دیاز به پرتغال برگشت، شاه جان به آینده‌ای نگریست که دیاز آن را امکان‌پذیر ساخته بود، بنابراین نام دماغه امیدنیک را بر آن نهاد.

## شرح تفسیری مسافرت
بارتولومئو دیاز (۲۹ مه سال ۱۵۰۰-حدود ۱۴۵۰) پویشگری پرتغالی بود و اولین اروپایی محسوب می‌شود که در سفر در سال ۱۴۸۸ به جنوب آفریقا از دماغهٔ امیدنیک عبور کرد.
در سال ۱۴۸۱، دیاز، «دیاگو دو آزمبوجا» را در یک سفر به ساحل طلا همراهی می‌کرد. وی یک شوالیه از نژاد سلطنتی و سرپرست انبار سلطنتی و ناخدای کشتی سوآ کریستوآ (سان کریستوا) بود. پادشاه جان دوم پرتغال با امید اینکه وی یک مسیر تجاری به آسیا را پیدا کند، او را در ده اکتبر سال ۱۴۸۶ به رهبری سفر به نواحی جنوبی آفریقا تعیین کرد. هدف اصلی از این سفر پیدا کردن کشور افسانه‌ای پادشاه آفریقایی مسیحی معروف به پرستر جان بود و با استفاده از گزارش‌های که جوآ آفونسو دو اویرو دربارهٔ آنجا نوشته بود، پرتغالی‌ها آرزو داشتند که روابط دوستانه‌ای با این کشور برقرار کنند.
بعد از ده ماه تدارکات و آمادگی برای سفر، دیاز در اوت سال ۱۴۸۷ با یک ناوگان شامل سه کشتی و دو کشتی دیگر با ۵۰ تن اسلحه و مهمات و یک کشتی تدارکاتی لیسبون را ترک کرد. از جمله افراد خدمه او، جوآ اینفنت، آلوارو مارتین، جوآ جرجو و پرو دو آلنکیور (کسی که شرح و اتفاقات اولین سفر دریایی واسکو دوگاما را نوشت) بودند. کشتی تدارکاتی توسط برادر بارتولئومو دیاز، پرو دیاز فرماندهی می‌شد. در روی کشتی دو مرد آفریقایی و ۴ زن وجود داشت که وظیفه داشتند در کنار ساحل‌های جزیره‌های تازه کشف شده، هدف از این سفر را برای بومیان توضیح دهند. در ابتدا دیاز به دهانهٔ رود کنگو کشتیرانی کرد و یک سال زودتر از «دیاگو کوآ مارتین بهیم» آنجا را کشف کرد. سپس سواحل آفریقا را ادامه داد و به «والوس بی» وارد شد. در عرض جغرافیایی ۲۹ درجه جنوبی وی مسیر سواحل را گم کرد و به یک توفان شدیدی گرفتار شد که ۱۳ روز طول کشید و باعث شد که آن‌ها از دماغه امیدنیک دور شوند. زمانی که دوباره هوای آرام بازگشت، وی دوباره به طرف شرق پیش روی کرد و چون هیچ خشکی بر روی مسیرشان ظاهر نشد، مجبور شد که به سوی شمال تغییر مسیر دهد و در «باهیا دوس واکیورس (موسل بای)» در روز ۳ فوریه سال ۱۴۸۸ پیاده شد. وی با دو کشتی در ابتدا از دماغه امیدنیک و بعد از دماغهٔ آگولهاس عبور کرد. در فوریه سال ۱۴۸۸، دیاز از جنوبی‌ترین ساحل آفریقا عبور کرد و تا رودخانه فیش (ماهی) پیش رفت. بعد از اینکه معلوم شد از طریق این مسیر می‌توان به هند رسید، وی راه بازگشت در پیش گرفت. در سفر بازگشت وی متوجه شد که از دماغه امیدنیک عبور کرده و در مه سال ۱۴۸۸ آن را کشف کرد. دیاز بعد از ۱۶ ماه و ۱۷ روز سیر و سیاحت، در دسامبر سال ۱۴۸۸ به لیسبون بازگشت. در مجموع وی در حدود ۲۰۳۰ کیلومتر در سواحل ناشناخته آفریقایی پویش کرد. در ابتدا وی دماغه امیدنیک را دماغهٔ توفان‌ها نامید؛ اما بعداً پادشاه جان دوم آن را با نام دماغه امیدنیک خطاب کرد؛ چرا که با این سفر مسیر دریایی به شرق باز شد. کشف مسیر دور آفریقا خیلی با ارزش بود؛ چرا که در ابتدا اروپاییان برای تجارت با هند و آسیا می‌بایست راه‌های خاورمیانه را بپیمایند و با کشف راه دریایی، آن‌ها می‌توانستند مستقیماً و در زمان کمتری به هند و آسیا برسند. این سفر باعث ترقی شبکه تجاری کشورهای نزدیک به اقیانوس اطلس و پس از قرن‌ها سبب کاهش رونق شبکه تجاری خاورمیانه و کشورهای مدیترانه‌ای شد. در سال ۱۴۹۷، دیاز واسکو دآ گاما را در سفرش به هند همراهی می‌کرد و گاما را با یک کشتی به جزایر کیپ ورد راهنمایی کرد. هم چنین وی در سال ۱۵۰۰ پدرو آلوارس کابرال را در سفر دریایی اش که نتیجه آن کشف برزیل شد، همراهی می‌کرد. وی در یک توفان در دماغهٔ امیدنیک مرد؛ کشتی وی یکی از باقی‌مانده‌های کشتی‌هایی بود که در دماغه امینیک پیدا شد. هنوز یک گزارش رسمی دربارهٔ سفرهای دور دماغه امیدنیک پیدا نشده‌است. نوهٔ دیاز، پائلو دیاز دو نوایس یک استعمارگر پرتغالی آفریقا در قرن ۱۶ بود.